# Sudare subacvatică
Sudarea subacvatică este sudarea realizată sub nivelul apei și reprezintă operația de îmbinare a două piese metalice prin încălzire locală.
Datorită interesului crescut din domeniul intervențiilor subacvatice pentru întreținerea, controlul și repararea instalațiilor, construcțiilor și structurilor metalice imersate de importanță deosebită în industrie cum ar fi conducte subacvatice, platforme offshore, construcții hidrotehnice, nave etc, sudarea sub apă reprezintă unul dintre mijloacele de bază la care se face apel.
Operațiile de sudare subacvatică se pot efectua fie în contact direct cu apa, procedeul numindu-se sudare în mediu umed, fie într-un spațiu uscat fără contact cu apa, procedeu care poartă denumirea de sudare în mediu uscat.

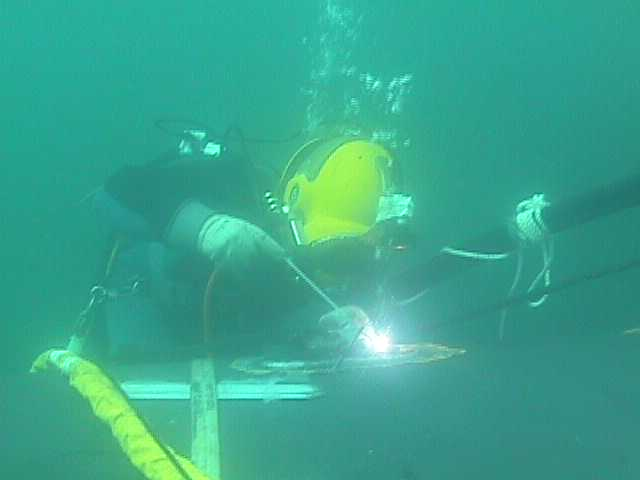
Sudarea în apă

## Sudare în mediu umed (în apă)
Sudarea în mediu umed sau în apă, este procedeul cel mai cunoscut și cel mai aplicat la lucrările de reparații subacvatice precum și la cele de ranfluări de nave. Sudarea se face cu arc electric, în apă, rezultând o îmbinare sudată cu caracteristici mecanice apropiate de sudura realizată la suprafață.
Lucrările de sudare subacvatică se efectuează atât în apă sărată cât și în apă dulce.

### Scurt istoric
- Primele încercări de sudare cu arc electric sub apă datează din anul 1802 când Sir Humprey Davy a arătat că un arc electric imersat în apă continuă să funcționeze.
- În anul 1898, alți cercetători au demonstrat posibilitățile de prelucrare a materialelor metalice sub apă, utilizând electrozi din sârmă, însă rezultatele obținute au fost mediocre.
- În anul 1907 suedezul Kjellberg brevetează electrodul de sudare cu înveliș, asigurând ridicarea calității îmbinărilor sudate.
- În anul 1917, Amiralitatea Britanică a întreprins unele cercetări și a demonstrat că se poate depune metal sub apă. Aceste încercări de sudare au fost efectuate în scopul de a repara, mai rapid, bastimente și nave de război avariate.
- După această dată, s-au efectuat cercetări susținute privind sudarea subacvatică în mai multe țări ca S.U.A., Germania, Anglia, Franța, fosta U.R.S.S. și Japonia.
- În timpul celui de-al doilea război mondial, au fost folosiți pentru prima dată electrozi înveliți și protejați cu un strat de lac. După cel de-al doilea război mondial, cercetările iau amploare ca urmare a necesității reparării și scoaterii la suprafață a navelor avariate sau scufundate în timpul războiului.
- În anul 1946 Van der Wiligen utilizează electrozi înveliți, acoperiți cu diverse substanțe hidroprotectoare.
- În anii ’60, ca urmare a dezvoltării industriei de foraj marin offshore, crește semnificativ interesul acordat sudării subacvatice în mediu umed, precum și apariției și dezvoltării unor publicații de specialitate.
- În anul 1970, a fost realizată prima intervenție de sudare subacvatică în mediu umed, în apă dulce, pe construcția metalică a unui doc, de către firma Chicago Bridge & Iron Co. din S.U.A.,
- În anul 1971 s-a efectuat prima reparație la o structură marină offshore utilizându-se procedeul de sudare în mediu umed. După anii ’70, industria și firmele specializate pe plan mondial în lucrări tehnice sub apă, au început, în mod constant, să utilizeze procedeul de sudare în mediu umed.

În România, la Institutul de Sudură și Încercări de Materiale din Timișoara s-au efectuat numeroase cercetări asupra diverselor procedee de sudare atât la suprafață, cât și sub apă, și s-au realizat mai multe echipamente specifice. În cadrul Universității Dunărea de Jos din Galați s-au pus la punct diferite instalații complexe, cum ar fi instalație de sudare subacvatică cu uscare locală și simulatorul de sudare subacvatică hiperbară etc.

### Particularități ale sudării în mediu umed
La realizarea operației de sudare electrică sub apă, prezintă o deosebită importanță procesele chimice, fizice și tehnologice care au loc în timpul acestei operații.

#### Stabilitatea arcului electric
Stabilitatea arcului electric depinde de procesele chimice, fizice și tehnologice determinante ce au loc în desfășurarea operației de sudare electrică subacvatică.
Procese chimice
- Influența salinității apei - procesul de sudare în apă sărată are o desfășurare mai stabilă decât în apă dulce, stabilitatea procesului de sudare subacvatică crește cu mărirea salinității apei;
- Interacțiunea cu oxigenul;
- Interacțiunea cu hidrogenul.

Procese fizice
- Existența pungii de gaze, creată de arcul electric subacvatic
- Influența vitezei de răcire
- Efectul adâncimii (presiunii hidrostatice)

Procese tehnologice
- Sudabilitatea - este în funcție de mai mulți factori cum a fi:

- - Condițiile de sudare:

– natura curentului electric: direct;
– tipul învelișului electrodului: rutilic, acid sau bazic;
– proprietățile substanței hidroizolante: etanșeitate, rigiditate, prezența elementelor ionizante;
– diametrul electrodului: maximum 4 mm;
– influența presiunii hidrostatice.
- - Procesele din zona topită:

– solidificarea: rapidă;
– pătrunderea: depinde de curentul de sudare și crește proporțional cu presiunea hidrostatică;
– defectele în cordon: incluziuni de zgură și pori, numărul porilor crește cu creșterea presiunii hidrostatice, iar la aceeași presiune depinde de intensitatea curentului de sudare, de natura și tipul substanței hidroizolatoare;

### Echipament
Echipamentul care se utilizează pentru sudarea pe uscat este utilizat și la sudura subacvatică în mediu umed : sursa de curent electric, cabluri electrice, electrozi, portelectrod și accesorii.

#### Sursă de curent electric
Se utilizează numai surse de curent continuu de maximum 500 A. Arcul arde mai stabil la folosirea curentului continuu decât în cazul curentului alternativ, deoarece curentul continuu descompune apa în ioni înaintea amorsării arcului.
Sursele de curent continuu pot fi generatoare de sudare antrenate de motoare electrice sau de motoare cu ardere internă.

#### Cabluri electrice
Pentru conducerea curentului electric la portelectrod și la clemele de contact ale piesei de lucru, se folosesc cabluri flexibile de sudare din CuE, de construcție multifilară din sârme foarte subțiri de 0,2 mm diametru, acoperite cu o înfășurare din fire de bumbac și izolație de cauciuc, peste care se aplică o pânză cauciucată și o îmbrăcăminte cu manta din cauciuc.

#### Electrozi
Electrozii pentru sudare subacvatică au vergeaua metalică din oțel cu conținut redus de carbon (0,1%). Diametrul electrozilor este de 4...6 mm, lungimea de 350...450 mm, iar grosimea învelișului este de 0,2...0,25 mm.  Arhivat în 15 septembrie 2008, la Wayback Machine.
Pentru a proteja electrozii imersati in apă, pe suprafața învelișului se aplică, prin impregnare sau imersare, o peliculă hidroizolantă. Substanțele utilizate pot fi parafină, celuloid dizolvat în acetonă, bitum, lac de cauciuc, diverse vopsele, lacuri pe bază de nitroceluloză, lacuri cu glicerină, policlorură de vinil și rășini.

#### Portelectrozi
Portelectrodul servește la prinderea electrodului. În ultimul timp sunt tot mai des folosiți portelectrozii combinați, folosiți atât pentru sudură cât și pentru tăiere (oxi-arc sau electrică), prin utilizarea unei mandrine interschimbabile.  Arhivat în 15 septembrie 2008, la Wayback Machine.
Portelectrozii pentru sudare trebuie să îndeplinească anumite condiții cum ar fi:
- să fie etanș;
- să permită o bună manevrabilitate;
- să permită fixarea lejeră și sigură a electrodului;
- să asigure o legătură electrică corespunzătoare;

#### Accesorii
La echipamentul de bază, sunt necesare o serie de accesorii și scule:
- clema de contact - servește la conducerea curentului electric de la sursa de curent la piesa de lucru sub apă;
- întrerupătorul cu pârghie [nefuncțională]
- permite cuplarea și decuplarea rapidă a sursei electrice, la cererea scafandrului sudor;
- peria de sârmă din oțel - este utilizată pentru curățarea suprafeței de rugină sau de depuneri marine; poate fi manuală sau acționată mecanic (pneumatic sau hidraulic);
- filtrul din sticlă colorată [nefuncțională]
- este utilizat pentru protecția ochilor;

### Avantaje
Avantajele sudurii subacvatice umede sunt:
- flexibilitate mare în aplicații, scafandrul sudor putând interveni la porțiuni ale unei structuri imerse care nu pot fi sudate prin nici o altă metodă de sudare;
- cost redus, echipamentul utilizat fiind asemănător celui folosit la suprafață;
- mobilitate ridicată a scafandrului sudor;
- timp scurt pentru executarea lucrărilor;
- libertate mai mare în alegerea metodologiei de reparat.

### Dezavantaje
Dintre dezavantajele sudurii subacvatice umede pot fi menționate:
- calitate mai scăzută a îmbinărilor realizate, aproximativ 60...80% față de cele obținute la suprafață;
- răcire mare a băii metalice (de 10...15 ori mai mare decât în aer);
- crater mai profund decât la sudarea în aer, conducând la dificultăți de reamorsare;
- oxidarea puternică a elementelor de aliere (Mn, Si).

## Sudare în mediu uscat
Sudarea în mediu uscat se utilizează la lucrările de sudare la care se cere o înaltă calitate a sudurii, cum ar fi cazul sudării conductelor submerse de înaltă presiune aflate la adâncime mare.
Sudura în mediu uscat se efectuează în atmosferă uscată, fără apă, la presiune egală cu presiunea mediului acvatic exterior de la adâncimea de lucru.
Sudarea în mediu uscat în condiții hiperbare are loc într-un habitat imers uscat, complet închis, numit cheson de sudură, unde presiunea este egală cu presiunea mediului acvatic exterior la adâncimea de lucru. [nefuncțională]

Procedeele de sudare în atmosferă uscată pot fi:
- în mediu uscat, în condiții hiperbare;
- în mediu uscat, în condiții hiperbare, în minihabitat;
- în mediu uscat, efectuată la presiune atmosferică;
- cu uscare locală.

### Sudare în mediu uscat în condiții hiperbare
Sudarea în mediu uscat hiperbar a fost dezvoltată în special datorită progreselor realizate de scufundarea de sistem unitară și în saturație la mare adâncime pentru stabilirea de programe de decompresie pentru scafandrii sudori datorită perioadelor îndelungate de timp necesare efectuării operației de sudare.

#### Scurt istoric
- Ideea utilizării unor gaze pentru protejarea metalului topit cu arc electric aparține lui Roberts și Van Nuys, care în anul 1919 propun încercarea gazelor inerte (heliu, argon, azot).
- Pionierii sudării în mediu uscat, în condiții hiperbare, au fost firmele americane Ocean Systems, Reading and Bates, Taylor Diving and Salvage Co., Ray McDermott Arhivat în 11 octombrie 2008, la Wayback Machine., Sub Sea Int. și firma franceză Comex S.A..
- Prima sudare în mediu uscat, în condiții hiperbare, a fost realizată în anul 1965, la o magistrală de conducte submerse în Golful Mexic, la adâncimea de 24 m.
- Firma Taylor Diving and Salvage Co. a efectuat apoi, lucrări de sudare în mediu uscat la adâncimea de 167 m și lucrări simulate la adâncimea de 366 m, în laboratorul propriu.
- În prezent în condiții simulate, au fost efectuate suduri în mediu uscat hiperbar la adâncimi de până la 600 m.

Metoda de sudare în mediu uscat, în condiții hiperbare, este larg utilizată pentru îmbinarea porțiunilor orizontale ale conductelor submerse, pentru efectuarea de branșamente sau pentru montarea de vane pe acestea, precum și pentru îmbinarea riser-ului (coloanei montante) platformei de foraj marin cu o conductă submersă. Grosimea pereților conductelor magistrale poate fi de 6...25 mm, iar diametrul exterior de 500...900 mm.  Arhivat în 27 decembrie 2013, la Wayback Machine.
Numărul de treceri necesare efectuării unei suduri în mediu uscat în condiții hiperbare depinde de grosimea pereților conductei.
Timpul necesar efectuării unei suduri hiperbare uscate, este în medie de 9 ore pentru un diametru de conductă de 800 mm. Aproximativ același timp este necesar pentru operațiunile de pregătire ale conductei de sudat (curățare, tăiere, șanfrenare).
Cele mai utilizate procedee de sudare în mediu uscat, în condiții hiperbare, sunt sudurile Wolfram-Inert-Gas/Tungsten-Inert-Gas (WIG/TIG) și Metal-Inert-Gas (MIG).

#### Sudare WIG(TIG) în condiții hiperbare
Procedeul WIG (TIG) se utilizează la lucrările de sudare „cap-la-cap” ale conductelor magistrale submerse pentru sudarea rădăcinii și a stratului de normalizare.
Procedel de sudare WIG (TIG) este un procedeu la care arcul electric se menține cu un electrod nefuzibil de wolfram (tungsten in engleza) între piesa de sudat și o sârmă fuzibilă ce se introduce în zona arcului.
Procedeul de sudare în atmosferă de gaz inert utilizând un singur electrod nefuzibil de wolfram a fost brevetat în anul 1926 de Hobart și Devers. Datorită costului ridicat al heliului, acest procedeu a fost utilizat abia în anul 1942 de către firma Northrap Aircraft Co. pentru sudarea scaunelor de avioane.
Procedeul de sudare WIG a fost primul procedeu care a fost transferat în mediu uscat în condiții hiperbare.

#### Sudare MIG în condiții hiperbare
Procedeul de sudare MIG (Metal-Inert-Gas) este procedeul la care arcul electric se fomează între piesa de sudat și o sârmă fuzibilă, derulată dintr-o bobină, care înaintează permanent în arcul electric, printr-un portelectrod special. [nefuncțională]

Sudarea MIG este un procedeu la care timpul de sudare este mai mare, iar randamentul ceva mai ridicat decât al procedeelor WIG sau TIG.
Utilizarea procedeului MIG la adâncimi mici nu este rentabil deoarece arcul electric devine instabil. La adâncimi mai mari (peste 70 m) arcul electric este mult mai stabil, iar sudarea devine mai ușoară.
Sudarea MIG cu impulsuri este un procedeu conex, cunoscut sub denumirea de "Hydroweld". Sudarea în impulsuri (cu arc pulsat) se realizează prin suprapunerea a doi curenți de sudare de valori diferite: un curent de bază, permanent, având o valoare redusă și curentul de impuls, de valoare ridicată aplicat cu o anumită frecvență reglabilă peste curentul de bază. 
Cu acest procedeu se pot obține îmbinări sudate comparabile cu cele realizate la suprafață.

#### Sudare cu electrozi înveliți, în condiții hiperbare
Electrozii înveliți sunt folosiți pentru efectuarea trecerilor de umplere și a ultimului strat de sudură. Se utilizează în special electrozi cu conținut scăzut de hidrogen.
Sudabilitatea la sudura manuală în mediu uscat, în condiții hiperbare, cu electrozi înveliți, poate avea următoarele caracteristici:
- creșterea presiunii ambiante de lucru conduce la degajarea unei mari cantități de fum;
- electrozii cu înveliș bazic dau un aspect plăcut cordoanelor de sudură;
- electrozii cu înveliș rutilic produc pori în metalul depus;
- pătrunderea crește o dată cu creșterea presiunii ambiante;
- creșterea presiunii ambiante de lucru conduce la modificarea compoziției chimice a sudurii;
- viteza de răcire crește o dată cu adâncimea de lucru;
- proprietățile mecanice ale sudurilor sunt egale sau slab inferioare celor efectuate la suprafață.

#### Electrozi, sârme-electrod și gaze de protecție
Electrozii de sudură folosiți la procedeul WIG sunt din wolfram, wolfram toriat sau aliaje de wolfram, iar electrozii folosiți la procedeul TIG sunt pe bază de tungsten.
Electrozii de wolfram sau tungsten, se fabrică sub formă de vergele cu diametrul de 1…8 mm și lungimea de 175 mm, cu vârful ascuțit.
Portelectrodul pentru sudare WIG/TIG este de construcție specială pentru a permite fixarea electrodului de wolfram sau tungsten.
Sârmele-electrod utilizate pot fi pline sau tubulare.
Sârmele-electrod pline pentru sudarea WIG/TIG și MIG se produc la diametre de 0,8 mm, 1 mm, 1,2 mm, 1,6 mm ?i 2,4 mm.
Compoziția chimică a sârmei pentru sudarea WIG/TIG și MIG se alege apropiată de cea a metalului de bază.
Sârmele electrod tubulare pentru sudarea în mediu uscat, în condiții hiperbare, sunt realizate dintr-un înveliș metalic umplut cu un amestec de materiale pulverulente care constituie miezul
sârmei.
Portelectrodul sau pistoletul pentru sudarea MIG este de construcție specială pentru a permite trecerea prin interior a sârmei-electrod.
Utilizarea ca gaz de protecție a amestecului heliu-oxigen (Heliox) și argon-oxigen (Argonox), asigură protecție totală atât scafandrilor sudori cât și contra contaminărilor atmosferice. HELIOX și ARGONOX constituie atmosfere ideale pentru sudarea hiperbară uscată.

#### Avantaje
Sudarea în mediu uscat, în condiții hiperbare, a fost dezvoltată foarte mult la lucrările offshore efectuate în Golful Mexic și în Marea Nordului, oferind o serie de avantaje cum ar fi:
- securitate sporită pentru scafandrii sudori prin asigurarea unui habitat uscat, încălzit, iluminat, cu sistem propriu de control al atmosferei;
- productivitate maximă datorită posibilității lucrului în schimburi;
- monitorizare de la suprafață privind pregătirea asamblării, alinierea secțiunilor, sudarea, controlul nedistructiv etc.;
- calitate a sudurii apropiată de cea realizată la suprafață;
- posibilitate de aplicare a preîncălzirii sau a tratamentului termic.

#### Dezavantaje
Dintre dezavantaje pot fi enumerate:
- echipament costisitor, de mare complexitate și greu de manevrat;
- durată mare de lucru;
- dacă condițiile meteorologice și starea mării sunt nefavorabile, desfășurarea operațiunii se face cu greutate, conducând chiar și la amânarea lucrărilor.

### Sudare în mediu uscat, în condiții hiperbare, în minihabitat
Spre deosebire de sudura în mediu uscat, în condiții hiperbare, efectuată într-un cheson, acest procedeu utilizează o instalație de tipul unui clopot sau turelă deschisă la partea inferioară. 
Clopotul poate fi construit în mai multe modele și mărimi conform configurației structurii metalice submerse la care se va executa sudura. La acest procedeu, scafandrul sudor se află în mediul umed, în apă, dispunând doar de spațiul lipsit de apă unde efectuează sudura uscată la o presiune egală cu presiunea ambiantă (minihabitatul se află în echipresiune cu mediul acvatic exterior).
Procedeul a fost dezvoltat în anii ’70 în S.U.A. unde s-a realizat sistemul Hydrobox, pentru repararea și sudarea în mediu uscat a unor componente ale platformelor marine. Instalația Hydrobox poate fi utilizată pentru sudarea unei conducte atât în poziție orizontală, cât și în poziție verticală.
În incintă este introdus aer sau un amestec de gaze (HELIOX, ARGONOX) la o presiune suficientă pentru evacuarea apei și obținerea mediului de sudare uscat.

### Sudare în mediu uscat, efectuată la presiune atmosferică
Procedeul de sudare în mediu uscat, la presiune atmosferică, are loc în interiorul unei incinte special construite, menținută uscată la presiunea atmosferică, de 1 bar (sc.abs.). Scafandrul sudor dispune de toate condițiile pentru executarea unor suduri cu caracteristici mecanice similare celor executate la suprafață.
Procedeul este aplicat la repararea conductelor submarine, la executarea de branșamente și la conectarea riser-ului la conducta submersă, la adâncimi cuprinse între 300 m și 1000 m. Sudarea se poate executa în toate pozițiile, cu una sau mai multe treceri.
Firma COMEX a pus la punct un sistem de sudare uscată la presiune atmosferică numit Weld’AP.

#### Avantaje
Principalele avantaje ale procedeului sunt: 
- calitatea bună a îmbinărilor sudate,
- condițiile bune de lucru
- posibilitatea aplicării preîncălzirii și a tratamentului termic.

#### Dezavantaje
Dezavantajele procedeului sunt: 
- echipamentul foarte complex, greu de manevrat și foarte costisitor,
- personalul numeros,
- utilizarea unei nave suport prevăzută cu un sistem de scufundare la mare adâncime și cu instalații de aliniere și poziționare,
- problemele de lansare pe timp nefavorabil sau la adâncimi mici unde este resimțită acțiunea valurilor,
- durata mare de lucru.

### Sudare cu uscare locală
Procedeul de sudare cu uscare locală se efectuează direct în apă, cu echipamente construite special, care îndepărtează apa din jurul arcului electric al sudurii. Procedeul a fost dezvoltat în S.U.A., Rusia, Polonia, Japonia și România.
Se utilizează instalații MIG/MAG adaptate pentru sudarea în mediu umed. Capul de sudare este de construcție specială, fiind prevăzut cu mai multe duze concentrice prin care se trimite un gaz de protecție (CO2), aer comprimat încălzit și apă sub presiune pentru răcirea pistoletului.
Aerul comprimat, uscat și încălzit, formează un ecran protector între apă și gazul de protecție. Zona uscată asigură diminuarea răcirii rapide a sudurii.
Procedeul utilizează componentele aflate la suprafață pe nava suport care sunt:
- sursa de curent,
- panoul de măsură și control,
- compresorul de aer,
- buteliile cu bioxid de carbon,
- componentele aflate sub apă, la scafandrul sudor: capul de sudare, containerul etanș cu sârma-electrod de adaos plină sau tubulară, mecanismul de avans și pompa de apă.

Sudarea cu uscare locală oferă o calitate bună a sudurii, costul sudurii fiind același cu cel al sudurii efectuate în mediu umed cu electrozi înveliți. Procedeul s-a realizat cu succes sub apă până la adâncimi de 30...40 m.

## Controlul îmbinărilor sudate sub apă
Controlul îmbinărilor sudate sub apă reprezintă o etapă necesară după efectuarea sudurii subacvatice. La sudarea subacvatică principala metodă este controlul nedistructiv (N.D.T.).
Metodele de control nedistructiv sunt:
- radiații penetrante - cu raze X sau gamma
- ultrasunete - care se face cu ajutorul palpatoarelor ultrason
- lichide penetrante - care constă în aplicarea unui lichid capilar activ penetrant pe suprafața de examinat, îndepărtarea penetrantului rămas în afara discontinuităților și aplicarea unui material absorbant, ce absoarbe penetrantul aflat în discontinuități punând astfel în evidență, prin contrast, defectele existente; această metodă se aplică pentru depistarea defectelor de suprafață.
- particule magnetice - constă în magnetizarea piesei de examinat și aplicarea unor particule magnetice ce se vor “depune” în zonele de scăpări ale câmpului magnetic, defectele pot fi deschise la suprafață sau închise (cu condiția să se afle foarte aproape de suprafața piesei maxim 2 mm).

Înainte de aceste operații, se efectuează o curățire a locului până la luciul metalic folosind diverse unelte subacvatice speciale acționate pneumatic sau hidraulic.
Clasele de calitate ale îmbinărilor sudate, pe baza metodelor de control nedistructiv sunt următoarele:
- clasa I, cu defecte interioare ce se determină cu radiații, cele exterioare vizual, cu lichide penetrante și cu pulberi magnetice; se admite controlul în proporție de 50% pentru detectarea defectelor interioare și de 100% pentru detectarea defectelor exterioare;
- clasa a II-a la care se admite controlul interior de 25% și cel exterior de 100%;
- clasa a III-a la care se admite controlul interior de 10% și cel exterior de 100%;
- clasa a IV-a la care nu se face controlul interior, iar cel exterior trebuie să fie de 100%.

## Standarde
Standarde referitoare la sudarea subacvatică și care au fost aprobate ca standarde românești din standardele europene:
- SR EN ISO 15618-1:2002 - Calificarea sudorilor pentru sudare sub apă. Partea 1: Sudori scafandri pentru sudare hiperbarică sub apă
- SR EN ISO 15618-2:2002 - Calificarea sudorilor pentru sudare sub apă. Partea 2: Sudori scafandri și operatori sudori pentru sudare hiperbarică sub apă în mediu uscat

## Firme producătoare de echipament de sudare subacvatică
- Arcair
- Broco Arhivat în 14 octombrie 2008, la Wayback Machine.
- Dutchdivingsupplies Arhivat în 17 septembrie 2008, la Wayback Machine.
- Hydroweld Arhivat în 17 septembrie 2008, la Wayback Machine.
- Pommec Arhivat în 7 august 2008, la Wayback Machine.
- Specialwelds
- Boehler
- Miller